# Vendelsån

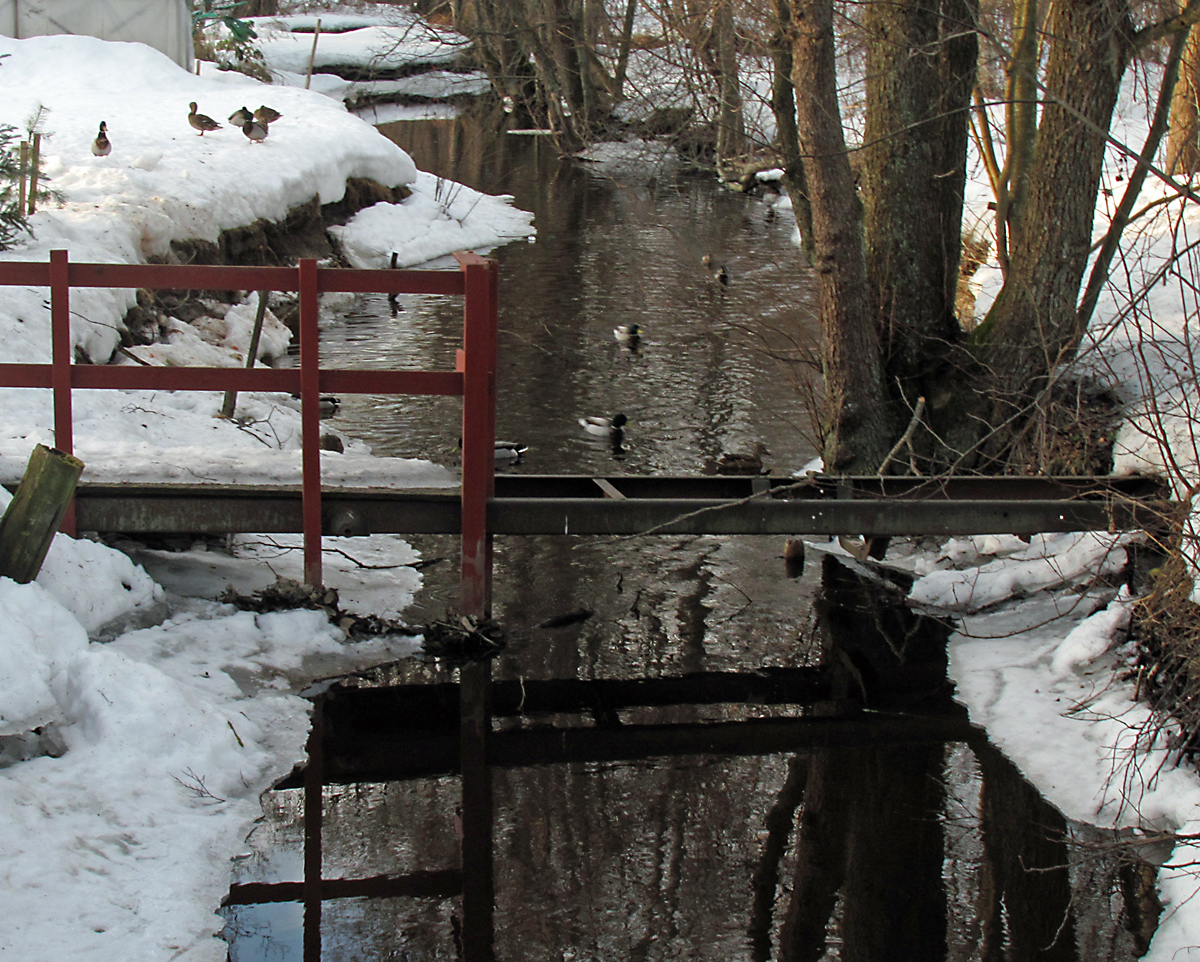
Vendelsån vid Sågdalsvändan, ca 150 m innan den korsar Gudöbroleden.

Vendelsån är ett vattendrag i Vendelsö i Haninge kommun. Ån får sitt vatten från de tre sjöarna Svartsjön, Ramsjön och Lycksjön och rinner genom Gudö-Vendelsö innan den mynnar ut i Drevviken inte långt från där Gudöån börjar.